# Маккартни, Мэри
Мэ́ри А́нна Макка́ртни (англ. Mary Anna McCartney; род. 28 августа 1969, Лондон) — английский фотограф.

## Биография
Мэри Анна Маккартни родилась 28 августа 1969 года в Лондоне в семье музыканта Пола Маккартни и фотографа Линды Маккартни, которые были женаты 29 лет — с 12 марта 1969 года и до смерти Линды 17 апреля 1998 года от рака молочной железы в 56-летнем возрасте. У Мэри есть младшие сестра и брат — модельер Стелла Маккартни (род. 1971) и музыкант Джеймс Маккартни (род. 1977), также у Маккартни есть старшая и младшая сводные сёстры — гончар Хизер Маккартни (урождённая Си; род. 1962) от первого брака её матери с Джозефом Мелвиллом Си и Беатрис Милли Маккартни (род. 2003) от второго брака её отца с Хизер Миллс.
Следуя по стопам своей матери, Мэри стала профессиональным фотографом. Она была графическим редактором для издания музыкальных книг «Music Sales Group» и в 1992 году начала фотографировать профессионально, специализируясь на портретной и модной фотографии.
В 1998—2007 годах Мэри была замужем за режиссёром Алистером Дональдом (род. 1966). В этом браке Маккартни родила двух сыновей — Артура Алистера Дональда (род. 03.04.1999) и Эллиота Дональда (род. 01.08.2002).
С 12 июня 2010 года Мэри замужем во второй раз за режиссёром Саймоном Абудом (род. 1966), с которым она встречалась три года до их свадьбы. В этих отношениях Маккартни родила своих третьего и четвёртого сыновей — Сэма Абуда (род. 11.08.2008) и Сида Абуда (род. 03.09.2011).